# 阿列克謝·尼古拉耶維奇皇儲

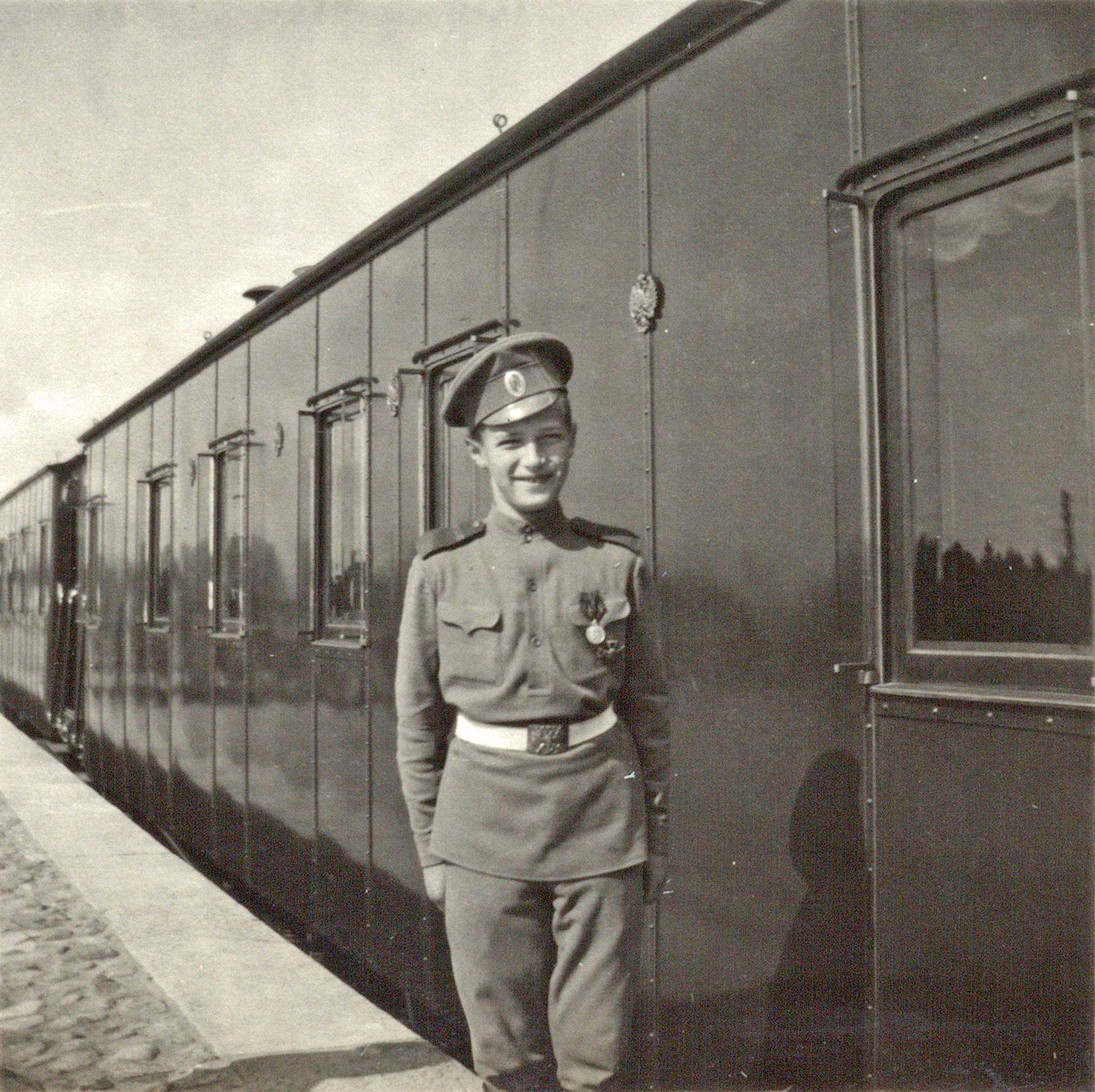
阿列克謝·尼古拉耶维奇·罗曼诺夫

阿列克谢·尼古拉耶维奇·罗曼诺夫（1904年8月12日—1918年7月17日），俄罗斯帝国末代皇储，他也被叫做「察列維奇」阿列克謝（Tsarevich Alexei） ，是最後一個被以這個頭銜稱呼的人。阿列克謝·尼古拉耶维奇·罗曼诺夫的父親為沙皇尼古拉二世，母親為亚历山德拉·费奥多萝芙娜。
由於其為尼古拉二世的唯一兒子，故在其出生後自動地成為俄國皇儲。可惜的是，阿列克谢·尼古拉耶维奇·罗曼诺夫在出生不久後被檢驗出罹患了血友病。其後在格里戈里·葉菲莫維奇·拉斯普丁的治療下逐漸痊癒了。亦因如此，阿列克谢·尼古拉耶维奇·罗曼诺夫的出生實給予格里戈里·葉菲莫維奇·拉斯普丁一個掌權的機會。1918年，俄羅斯帝國滅亡，尼古拉二世全家遭布尔什维克軍隊（即後來的蘇聯共產黨）處決。

## 後世研究
《紐約時報》2007年11月25日報導，蘇維埃時期的檔案中，有行刑者回憶處決過程的祕密報告。一群業餘人士分析報告後發現，線索就在行刑隊帶頭者雅科夫·尤羅夫斯基的證詞中。尤洛夫斯基表示，其他王室成員或支持者未來尋找沙皇一家遺骸時，會將目標設定為十一具遺體；他們為了混淆視聽，故意將其中兩具屍體焚毀，並埋在另一個地點。
這群業餘人士根據線索，在距離當初發現九具遺體地點約六十公尺的樹林裡，發現大抵燒得焦黑的兩具骨骸，裡面還夾雜子彈和盛裝強酸罐子的碎片，強酸應是用來毀屍滅跡。這些殘骸發現時的樣子和最早發現的九具屍體類似。
2008年4月30日，俄國科技考古學家宣布遺體屬於阿列克謝·尼古拉耶維奇·羅曼諾夫和他的其中一位姊姊。這表示尼古拉二世全部的孩子，連之前都傳說逃過一劫的安娜斯塔西亚·尼古拉耶芙娜·罗曼诺娃，幾乎都能夠被證實遭到殺害，一個都沒有留下來。同年7月，俄罗斯联邦總檢察長辦公室發表聲明說：「使用三種遺傳檢驗完整進行的DNA研究結果證實了一種假設，即第二座墓穴埋葬了瑪麗亞·尼古拉耶芙娜女大公和阿列克謝·尼古拉耶維奇·羅曼諾夫皇太子的遺體。」2009年3月DNA鑑定結果公布，確定阿列克谢·尼古拉耶維奇·羅曼諾夫皇儲與瑪莉亞·尼古拉耶芙娜女大公遭到殺害。

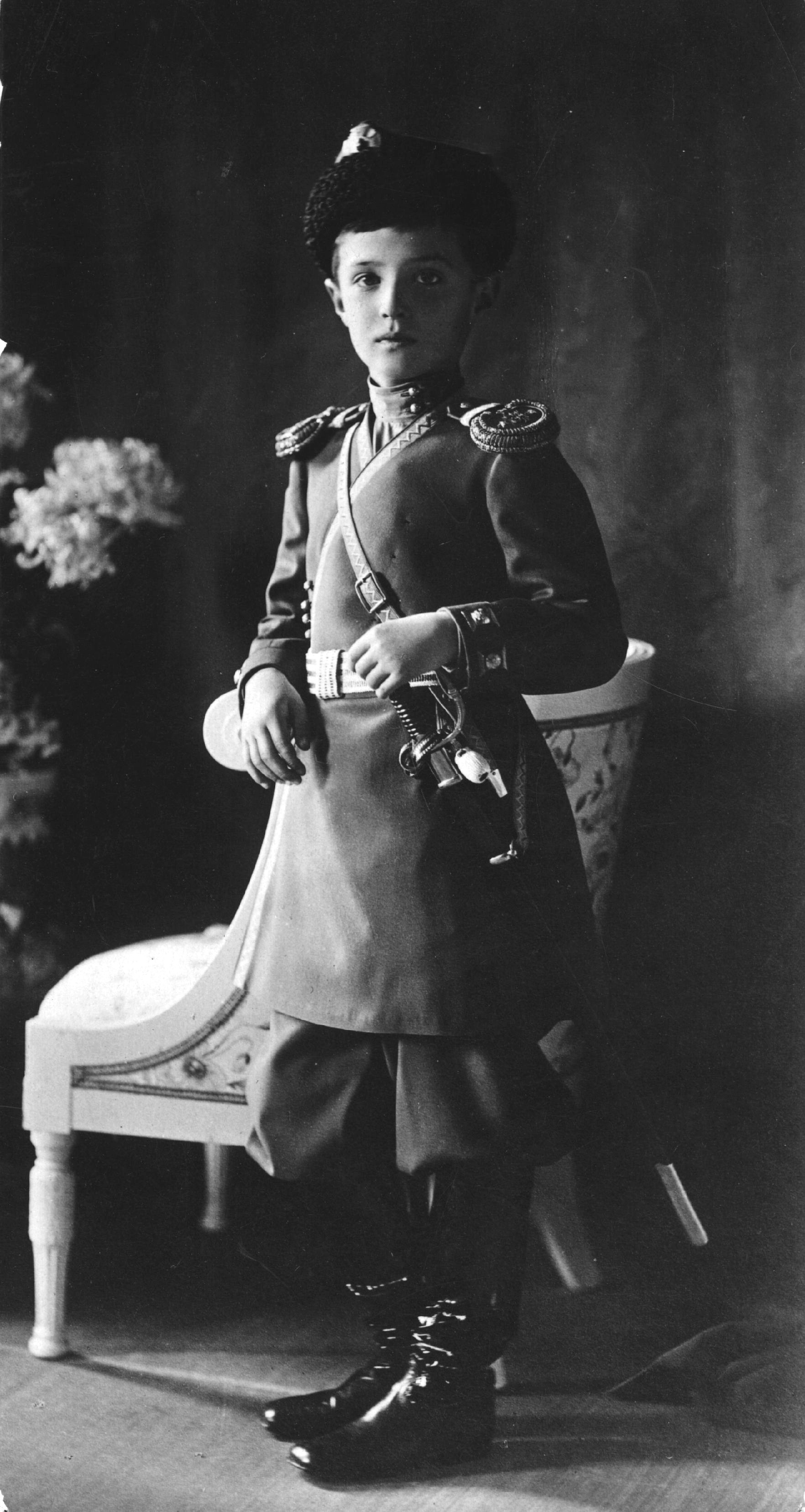
童年时期的阿列克谢·尼古拉耶維奇·羅曼諾夫皇储

## 腳註
1. ↑  雖然自1797年保羅皇室繼承權法（英语：Pauline Laws）通過後，這個頭銜就停止使用了，但他仍被這麼稱呼。阿列克謝實際上的頭銜為改制後的沙皇太子（英语：Tsesarevich）（Цесаре́вич）。

## 外部連結
- 羅曼諾夫家族紀念館 （页面存档备份，存于）
- FrozenTears.org （页面存档备份，存于） 有關羅曼諾夫家族的線上媒體圖書館
- The Search Foundation （页面存档备份，存于） 一間致力於搜索羅曼諾夫家族兩名「失蹤」兒童遺體的組織
- RoyalRussia.org: 皇儲察列維奇阿列克謝
- 察列維奇阿列克謝